# Chen Xirong
Chen Xirong (Guangzhou, China; 1953) es un exfutbolista y exentrenador de fútbol de China que jugaba en la posición de centrocampista.

## Carrera

### Club
Jugó toda su carrera con el Guangdong FC de 1976 a 1984, logrando el título nacional en 1979 y 1983.

### Selección nacional
Jugó para China de 1976 a 1982 con la que anotó un gol en 15 partidos, participando en dos ocasiones en la Copa Asiática.

### Entrenador
| Periodo   | Club                  |
| --------- | --------------------- |
| 1984–1987 | Guangzhou Youth       |
| 1987–1989 | China U-20            |
| 1990–1992 | Guangdong FC          |
| 1992      | China                 |
| 1994      | Guangdong Hongyuan FC |
| 1998      | Guangzhou Matsunichi  |
| 1998–1999 | Guangzhou Apollo      |

## Logros
- Primera División de China: 2

1979, 1983